# Vouillé (Deux-Sèvres)
Vouillé és un municipi francès situat al departament de Deux-Sèvres i a la regió de la Nova Aquitània. L'any 2007 tenia 3.025 habitants.

## Demografia

### Població
El 2007 la població de fet de Vouillé era de 3.025 persones. Hi havia 1.204 famílies de les quals 256 eren unipersonals (75 homes vivint sols i 181 dones vivint soles), 433 parelles sense fills, 440 parelles amb fills i 75 famílies monoparentals amb fills.
La població ha evolucionat segons el següent gràfic:
Habitants censats

### Habitatges
El 2007 hi havia 1.290 habitatges, 1.217 eren l'habitatge principal de la família, 32 eren segones residències i 41 estaven desocupats. 1.215 eren cases i 8 eren apartaments. Dels 1.217 habitatges principals, 983 estaven ocupats pels seus propietaris, 215 estaven llogats i ocupats pels llogaters i 19 estaven cedits a títol gratuït; 65 tenien una cambra, 22 en tenien dues, 63 en tenien tres, 304 en tenien quatre i 763 en tenien cinc o més. 980 habitatges disposaven pel capbaix d'una plaça de pàrquing. A 383 habitatges hi havia un automòbil i a 732 n'hi havia dos o més.

### Piràmide de població
La piràmide de població per edats i sexe el 2009 era:
| Homes | Edats   | Dones |
| ----- | ------- | ----- |
| 0     | 95 o +  | 0     |
| 4     | 90 a 94 | 0     |
| 20    | 85 a 89 | 12    |
| 4     | 80 a 84 | 12    |
| 32    | 75 a 79 | 24    |
| 60    | 70 a 74 | 64    |
| 32    | 65 a 69 | 36    |
| 72    | 60 a 64 | 60    |
| 52    | 55 a 59 | 60    |
| 120   | 50 a 54 | 108   |
| 136   | 45 a 49 | 120   |
| 124   | 40 a 44 | 116   |
| 128   | 35 a 39 | 132   |
| 84    | 30 a 34 | 108   |
| 60    | 25 a 29 | 52    |
| 68    | 20 a 24 | 48    |
| 100   | 15 a 19 | 52    |
| 72    | 10 a 14 | 92    |
| 100   | 5 a 9   | 128   |
| 64    | 0 a 4   | 68    |

## Economia
El 2007 la població en edat de treballar era de 1.975 persones, 1.486 eren actives i 489 eren inactives. De les 1.486 persones actives 1.399 estaven ocupades (706 homes i 693 dones) i 87 estaven aturades (40 homes i 47 dones). De les 489 persones inactives 255 estaven jubilades, 146 estaven estudiant i 88 estaven classificades com a «altres inactius».

### Ingressos
El 2009 a Vouillé hi havia 1.291 unitats fiscals que integraven 3.353 persones, la mediana anual d'ingressos fiscals per persona era de 21.091 €.

### Activitats econòmiques
Dels 92 establiments que hi havia el 2007, 1 era d'una empresa alimentària, 2 d'empreses de fabricació d'altres productes industrials, 11 d'empreses de construcció, 13 d'empreses de comerç i reparació d'automòbils, 5 d'empreses de transport, 6 d'empreses d'hostatgeria i restauració, 4 d'empreses d'informació i comunicació, 3 d'empreses financeres, 3 d'empreses immobiliàries, 12 d'empreses de serveis, 20 d'entitats de l'administració pública i 12 d'empreses classificades com a «altres activitats de serveis».
Dels 20 establiments de servei als particulars que hi havia el 2009, 1 era una oficina de correu, 2 tallers de reparació d'automòbils i de material agrícola, 3 guixaires pintors, 3 lampisteries, 4 electricistes, 3 perruqueries, 2 restaurants, 1 agència immobiliària i 1 saló de bellesa.
Dels 5 establiments comercials que hi havia el 2009, 2 eren botiges de menys de 120 m², 1 una fleca, 1 una carnisseria i 1 una floristeria.
L'any 2000 a Vouillé hi havia 40 explotacions agrícoles que ocupaven un total de 2.856 hectàrees.

## Equipaments sanitaris i escolars
L'únic equipament sanitari que hi havia el 2009 era una farmàcia.
El 2009 hi havia 1 escola maternal i 1 escola elemental.

## Poblacions més properes
El següent diagrama mostra les poblacions més properes.